# David Starčević
David Starčević (Žitnik, 1840. – Jasztrebarszka, 1908. november 18.) horvát politikus, a „nemzet atyjának” tartott Ante Starčević unokaöccse volt.

## Élete
1840-ben született a Gospić melletti Žitniken. 16 éves középiskolai végzettségű fiatalemberként érkezett Zágrábba, ahol valószínűleg nagy hatással voltak rá nagybátyjának, Ante Starčevićnek a politikai nézetei. Később Grazban és Pesten folytatott jogtudományi tanulmányokat, majd 1869-ben Pesten szerzett jogi doktorátust, 1865-től a zágrábi klasszikus gimnázium helyettesítő tanára volt. 1870-ben került a pártsajtó figyelmének középpontjába, amikor megtagadta a Rauch Levin bán által hozott, a horvát-magyar kiegyezésre vonatkozó törvény végrehajtását. 1871-ben osztrákellenes nézetei és a rakovicai felkelésben való részvétel gyanúja miatt elbocsátották. 1873-tól ügyvédként dolgozott a zágráb vármegyei Jasztrebarszkában. 
A Jogok Pártja 1878-as visszaállítása után az egyik legaktívabb jobboldali politikus lett; 1881-ben lett a horvát parlament képviselője, később még három alkalommal választották meg képviselőnek, 1884-ben, 1897-ben és 1908-ban. Sikeres ügyvédi gyakorlata során tőkét halmozott fel, amelyet az üzleti befektetések mellett a párt szükségleteire, elsősorban a pártlap finanszírozására költött. Khuen-Héderváry Károly bán politikájának lelkes ellenfeleként a legnépszerűbb horvát ellenzéki politikus lett. Az 1885. október 5-iki parlamenti ülésen fizikailag is megtámadta Khuen-Héderváry bánt (ez volt a népszerű „Saborski vritnjak”), amivel nyíltan kérkedett, és mivel a bán a nyilvánosság előtt tagadta az eseményt, rágalmazásért hat hónap börtönre ítélték. Amikor 1886. május 6-án kiszabadult a börtönből hívei ovációval üdvözölték, ellenfelei azonban kezdetben teljes politikai likvidálására készültek. Ügyvédi hivatásában elkövetett feltételezett visszásságok alapján, amelyek a Kokotović és a Zastavniković hagyatéki ügyekben hozott ítélettel valósultak meg, doktori címének és ügyvédi jogainak megvonása mellett két évi lepoglavai börtönbüntetésre ítélték, ahonnan 1889-ben teljesen megtört emberként szabadult. A politikai életben ezután csak passzívan vett részt. 
Polgári jogainak visszaállítása után 1897-ben, a Delnica-Čabar választókerületben megválasztották, és ismét az egyesült ellenzék parlamenti képviselője lett. A Jogok Pártja szétválása idején (1895) a haza frakcióhoz (domovinaši), 1899-ben pedig a frankista Tiszta Jogok Pártjához csatlakozott. Az 1908-as parlamenti választásokon a kloštari és gospići választókerületben választották meg képviselővé, de még az országgyűlés összehívása előtt Jasztrebarszkában 1908. november 18-án elhunyt. Vagyonát testvérére, Mile Starčevićre hagyta, azzal a meghagyással, hogy köteles gondoskodni az özvegyéről. A šestinei temetőben, nem messze nagybátyja síremlékétől helyezték örök nyugalomra.
A horvát nemzeti célokért rá háruló üldöztetés és bebörtönzés miatt mártírként tisztelték.

## Az őt ért vádak
1883-ban Slavoljub Jansa kerületi képviselő azzal vádolta, hogy a Jogok Pártja nevében „felháborító dolgokat zúdított” a hiszékeny néptömegre, többek között azt a képtelen hírt, hogy „David Starčević  százezer katonát kapott az orosz cártól, és hogy a magyar határra ment abból a célból, hogy császárunk megbízásából megverje a magyarokat, mert a mi császárunkkat a néppárt a magyarok barátjaként nem védi meg."

## A parlamenti incidens
Az 1885. október 5-iki parlamenti vitában Khuen-Héderváry bán az ún. illegálisan Magyarországra vitt kamarai akták jogtalan elidegenítését indokolta, mire heves vita tört ki. Ezután Khuen-Héderváry egy ponton elhagyta az üléstermet, de David Starčević azt mondta képviselőtársának, Josip Gržanićnak, hogy ne engedje csak úgy kimenni, ezért Gržanić követte, és fenékbe rúgva kilökte az ülésteremből. A parlamenti események után David Starčevićet, Eugen Kumičićot és Josip Gržanićot azonnal őrizetbe vették. Khuen hívei mindenáron be akarták bizonyítani, hogy senki sem ütötte meg vagy üthette meg a „méltóságos bán urat”, de Grga Tuškan ügyvéd (azaz október 5-ig dr. Grga Tuškan) az előzetes letartóztatásban (1885. október 10.) kijelentette: „Úgy gondolom, hogy a főméltóságú bán urat megrúgták...” Ezt követően Grga Tuškant megfosztották doktori címétől, David Starčevićet pedig hat hónap börtönbüntetésre ítélték. A per végét a zágrábi polgárok heves tiltakozása kísérte.

## Fordítás
Ez a szócikk részben vagy egészben  a   David Starčević című horvát Wikipédia-szócikk ezen változatának fordításán alapul.  Az eredeti cikk szerkesztőit annak laptörténete sorolja fel. Ez a jelzés csupán a megfogalmazás eredetét és a szerzői jogokat jelzi, nem szolgál a cikkben szereplő információk forrásmegjelöléseként.